# JM por siempre
JM por siempre fue un programa de televisión especial en homenaje al fallecido periodista deportivo Julio Martínez Prádanos, realizado el día 2 de enero del 2008 (el mismo día de su fallecimiento) por el canal televisivo chileno Canal 13 (canal donde Martínez trabajó durante 46 años).
Este especial comenzó a las 22:00 horas (UTC-3) a cargo de Deportes 13 y con la conducción del periodista Iván Valenzuela (en reemplazo de Aldo Schiappacasse, quien le correspondía conducir este programa, pero estaba de vacaciones en Isla de Pascua y no pudo hacerlo). Tuvo como invitados a Don Francisco, el exfutbolista Iván Zamorano, Ignacio Valenzuela, Soledad Onetto, Eduardo Riveros, Marlene Ahrens, Juan Facuse, Carmen Jaureguiberry, el exentrenador Luis Santibáñez (que fallecería el 5 de septiembre de 2008), Pedro Pavlovic (que fallecería el 19 de abril de 2008), Jaime Celedón y el expresidente de Chile, Eduardo Frei Ruiz-Tagle, todos cercanos a Julio Martínez. 
El especial se inició con el tango «Sus ojos se cerraron» de Carlos Gardel debido a la admiración de JM por ese estilo, y con imágenes del edificio de Canal 13 y sus estudios del Área Deportiva vacíos tras la ausencia de Julio Martínez en el puesto que él ocupaba. El estudio donde se grabó el programa estaba decorado con la característica chaqueta blanca usada por muchos años en su carrera televisiva en ese canal, así como también era parte de la escenografía una cámara de televisión antigua. En este especial se conversó de momentos inolvidables como su recordado discurso en la primera Teletón de 1978, su relato del triunfo de Marlene Ahrens y otros relatos deportivos, sus cábalas y algunas anécdotas de su vida contadas por él mismo en distintos programas de la televisión chilena, entre otras cosas.
El programa finalizó a las 00:10 con palabras dirigidas al fallecido Julio Martínez por parte de todos los invitados:

Se apagó la luz, se apagó la voz, se apagó la pluma, se apagó la imagen. Don Julio, enhorabuena... Un placer, un honor y un privilegio haber trabajado con usted, don Julio Martínez Prádanos, de madre de Valladolid. Lo quiero mucho.
Eduardo Riveros

La pluma no se ha apagado... La pluma quedó, con lo que alguna vez Julio escribió y lo que dijo... el valor de la conversación que tenía Julio Martínez con la pluma y la palabra era único... debemos permitir que siga la leyenda de Julio Martínez.
Don Francisco

Luego de estas palabras se mostró el último video de Julio Martínez cantando «Caminito» en el programa Una vez más de Raúl Matas.